# Cuplet

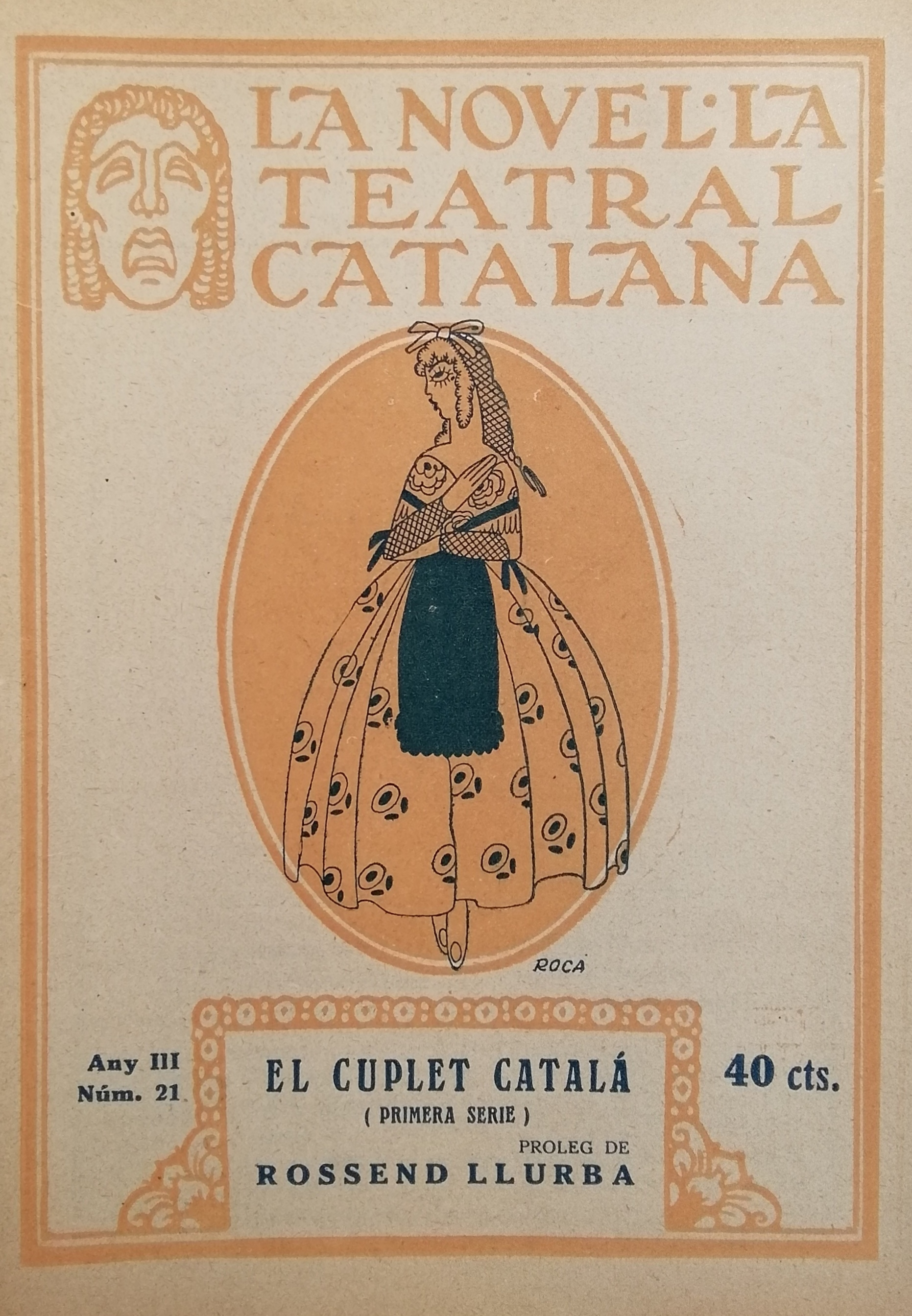
El cuplet català, vintena de cuplets aplegats per La Novel·la Teatral Catalana l'any 1920

El cuplet és una cançó lleugera dividida en estrofes breus, i sol tenir una tornada que sovint es canta amb la mateixa melodia.

## Etimologia
La paraula ve del francès couplet, que al seu torn procedeix del provençal cobla. Cobla significa parella de versos. Segons el lingüista Émile Littré, la paraula couplet al segle xix va significar en l'argot teatral parlament o part parlada. L'ortografia couplet es va mantenir a Espanya durant tot el primer quart del segle xx, fins que es va adoptar la hispanització -en castellà- de cuplé. El text, picaresc i satíric, s'inicia a partir de les cançons medievals.

## Història del cuplet a Espanya

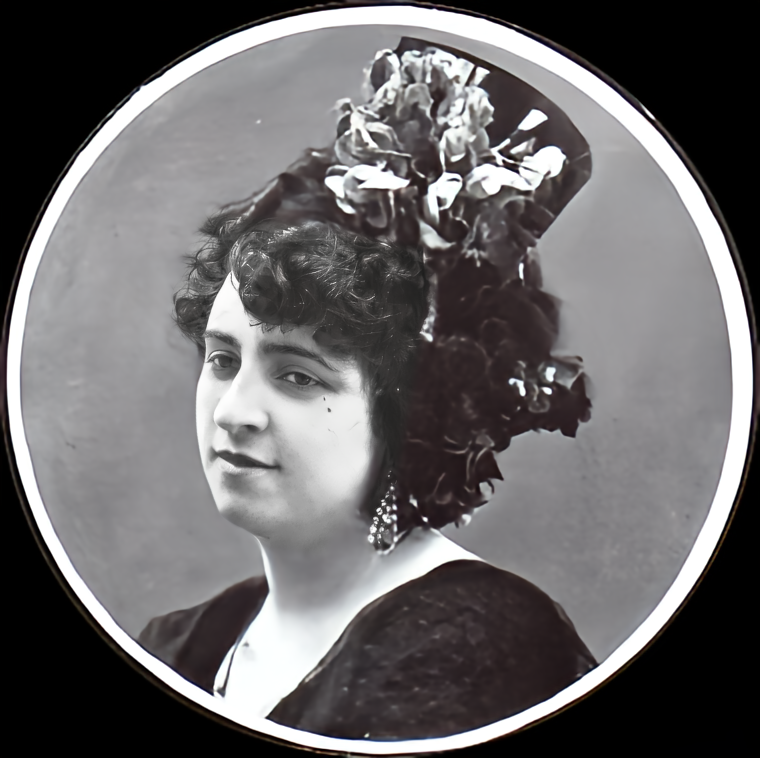
Aurora Purificación Mañanós Jauffret (1891–1950), «La Goya», el 1914

Des del segle xvii van ser molt cèlebres en els escenaris espanyols els monòlegs cantats per dones. Així trobem, en primer lloc, la jácara i, ja al XVIII, la tonadilla. Ambdues peces es van cantar tant dins d'obres de més extensió com per separat, i és aquí on hem de buscar l'origen del cuplet. A finals del segle xix, amb la Revolució Francesa, es conreà el gènere i s'anà ampliant el repertori, que més tard passaria als escenaris francesos i d'altres ciutats europees. Amb la influència del cafè concert de l'època, arribà a la península Ibèrica, on va créixer des de finals del s. XIX fins als anys vint. Es diu que el primer, La Pulga, una traducció d'una cançó francesa, va ser estrenada per Augusta Berges el 1893. Les intèrprets amb més nom foren La Bella Chelito, Consuelo Vello, anomenada La Fornarina, Pastora Imperio i Raquel Meller.
Les primeres obres van ser de to picant, sicalíptic, com es va dir llavors, si bé, ja el 1911, l'aparició en escena de la Goya va provocar un canvi en aquest tipus d'obres, que es van tornar més decents, convertint-se llavors en un espectacle per a tots els públics, no com abans, durant el període 1893–1911 —en què es va denominar a aquest tipus de teatre «gènere ínfim»—, quan les representacions eren, normalment, només per a homes. Amb La Goya, com diem, els «gèneres ínfims» van passar a convertir-se en «teatre de varietats».
Amb el pas del temps els cuplets van començar a passar de moda, van néixer altres formes d'espectacle de varietats, com la revista, que començarà a triomfar als anys trenta, amb títols de tanta rellevància com Les Leandras, el 1931. Acabada la Guerra Civil, el nou ordre polític prohibirà el cuplet com a espectacle, però va sobreviure emmascarat en les representacions de varietés al llarg de tot el franquisme.

## El cuplet polític a Espanya
L'any 1868 neix a Espanya un altre gènere musical de teatre: la revista política. Es tracta de representacions en què es posen de manifest una sèrie d'esdeveniments succeïts l'any en curs. En la representació estaven intercalats uns nombres musicals el tema dels quals té a veure amb el tema d'aquesta representació i que en general són crítiques de la vida política esdevinguda. Neix d'aquesta forma el cuplet polític. Són cançons sarcàstiques que procedeixen del sector liberal i en les quals els seus oponents els conservadors són un blanc molt atractiu. Es fan de seguida molt populars. Los bandos de Villafrita, Las grandes figuras, La Gran Vía, El año pasado por agua, Los presupuestos de Villapierde, són algunes de les obres més populars del segle xix.
Una de les obres més famoses va ser la titulada La Marsellesa amb llibret de Miguel Ramos Carrión (autor de la popular sarsuela espanyola Agua, azucarillos y aguardiente) i música de Caballero, estrenada al desembre de 1876. En un dels seus cuplets es diu:
Yo quiero ver cien nobles
colgados de un farol
racimo que en un día
vendimie la Nación…
També en certes sarsueles com La Gran Vía hi ha cançons-cuplets la lletra i música de les quals obtenen ràpidament un gran èxit i que són difoses pel públic. El cor de carrers i places diu:
Van a la calles de Peligros
los que oprimen al país
y a la del sordo va el Gobierne
que no quiere oír.
Aquest cuplet polític és una importació de França on va ser molt popular des de 1770 i després durant la Revolució.

## Intèrprets
Tradicionalment han estat sempre dones, encara que va haver-hi excepcions des dels seus començaments, ja que les sarsueles convertides en revista portaven cuplets que cantaven els còmics, i a l'època actual (segle XXI) poden estar interpretats també els cuplets per homes i sobretot per travestis. Solen ser actrius amb veu de tiple, afegint una bona figura i envoltades d'una fama de vida desordenada, de luxes i d'aventures. Al principi tenien el nom de tonadillera, apel·latiu que va subsistir fins al segle XX juntament amb el de cupletista.

## Cupletistes espanyoles

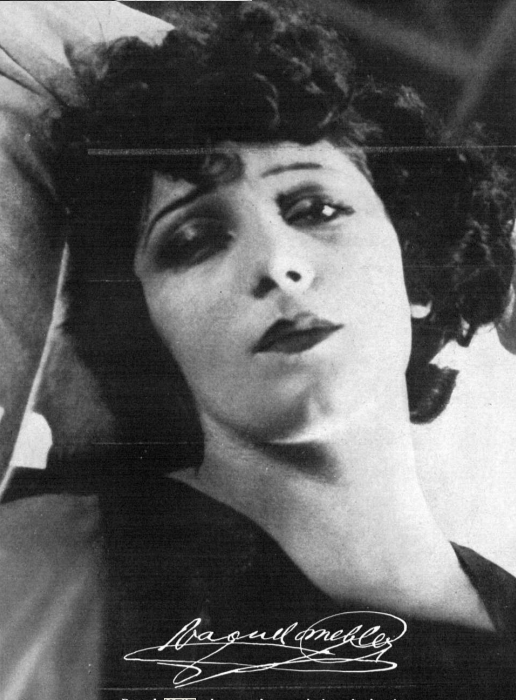
Raquel Meller el 1928.

A la fi del segle xix, amb l'arribada del music-hall i altres salons, els empresaris van muntar nous espectacles amb artistes espanyoles. L'empresari Eduardo Montesinos va traduir de l'italià un cuplet titulat La pulga que va estrenar la cupletista Pilar Cohen amb un èxit molt gran i que més tard interpretarien també altres artistes famoses. El record d'aquest cuplet va durar fins a finals del segle xx.
Una altra cupletista famosa sobretot durant els anys de la Primera Guerra Mundial va ser La Chelito, també intèrpret del citat cuplet. Després de la guerra, les intèrprets del cuplet van triar temes menys murris i més romàntics. És el moment en què conviu el terme de cupletista amb canzonetista i tonadillera. La millor intèrpret d'aquest moment és Raquel Meller, que va començar a actuar el 1908. No només en sales i cabarets sinó en els millors escenaris del món. Des de 1920 fins al 1936 va ser l'artista més famosa i amb millor sou del moment, es diu que per sobre de Maurice Chevalier i de Carlos Gardel. Les cròniques de l'època expliquen que era tal la seva importància que es va arribar a buidar la via del tren quan ella viatjava en aquest mitjà, que portava tres cuiners en el seu sèquit i un equipatge de centenars de baguls. Era convidada i hoste de reis. Els seus èxits més famosos van ser El relicario i La violetera.
Pastora Imperio va ser una altra intèrpret espanyola de gran fama, rival de Raquel Meller. Era andalusa. En el seu estil i en les seves cançons s'endevina ja el gènere de la copla.

## El cuplet a Madrid
Cap als últims anys del segle xix a Madrid, el teatre musical està en plena expansió. Existeixen en aquest moment onze sales que es dediquen a aquest gènere, entre elles Apolo, Zarzuela i Eslava. Sarsueles i sainets fan les delícies del públic madrileny. Passats alguns anys, aquests gèneres van decaient i són substituïts pels cuplets i les varietats. En les varietats estan inclosos els números de cuplets interpretats per artistes que van arribar a tenir molta fama a Madrid i a la resta d'Espanya i algunes a l'estranger.
A la plaça del Carmen de Madrid hi havia en aquells dies un frontó que el seu amo va transformar en local de varietats, anomenat Gran Kursaal. Allí acudia la bohèmia d'aquells temps formada per escriptors, pintors, etc. Les artistes del local eren la Fornarina, l'Argentina, Pastora Imperio i Mata-Hari. També hi havia una dona jove que aquells dies actuava de simple telonera, anomenada Anita Delgado. Aquesta noia arribaria a ser la maharaní de Kapurtala.
Aquells cuplets cantats en aquells locals de varietats eren molt atrevits per a la moral de l'època, qualificats com a sicalíptics, és a dir la «pornografia» del moment, sempre tenint en compte la moral i els costums de llavors. També va començar a cridar-se gènere ínfim a aquest tipus d'espectacles. Juntament amb el Kursaal es van obrir el Saló de Madrid i el Trianón Palace. En un d'aquests locals va ser on es va donar a conèixer el cuplet de Retana i Yust titulat Un paseo en auto, interpretat per la Chelito, una de les estrofes de la qual era corejada i memoritzada pel públic madrileny:
Tanto sufría yo
al mirar que el ahogo
no lograba que aquello marchara,
que por fin me arriesgué
y al muchacho ayudé
para que su motor funcionara.

## El cuplet als Països Catalans

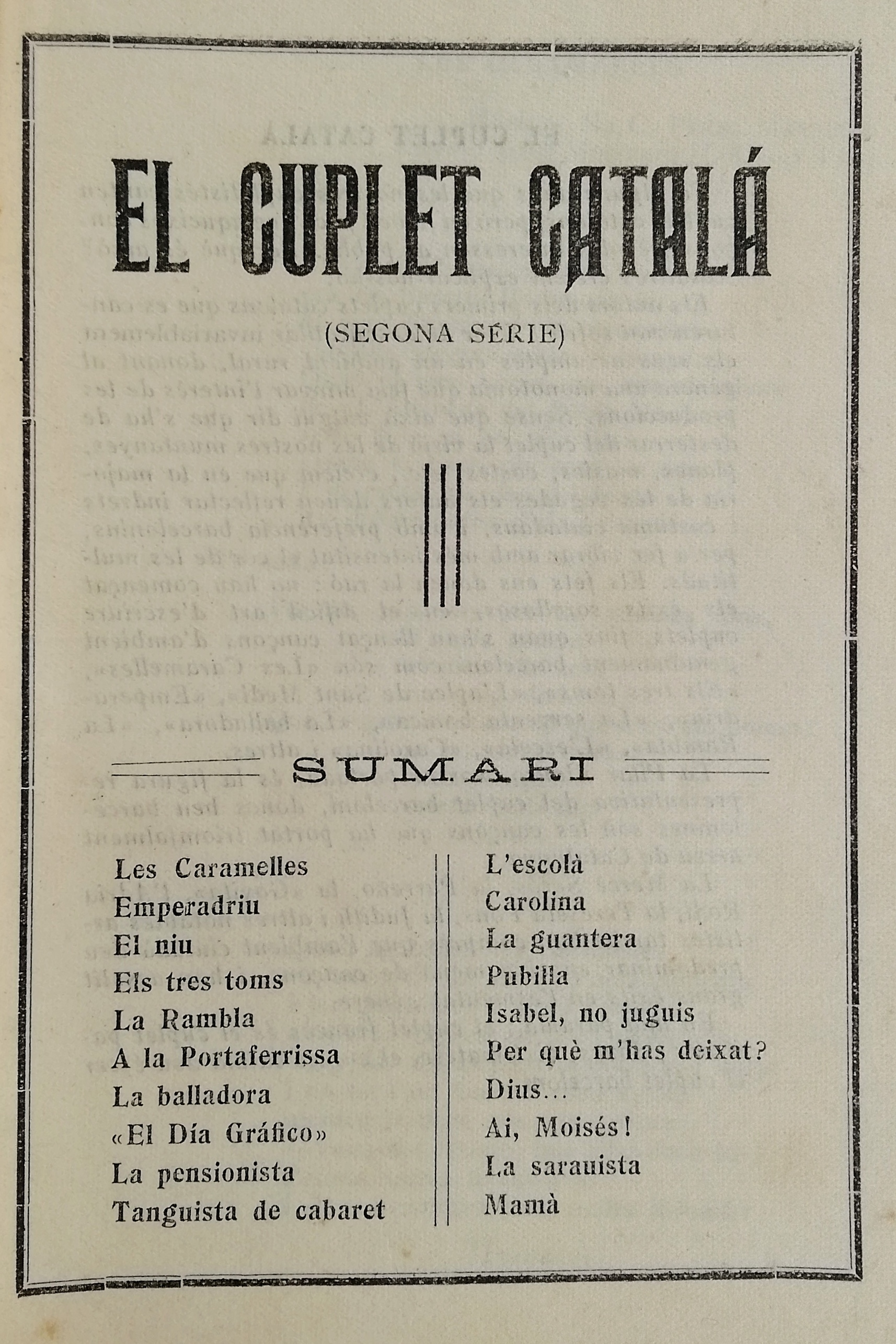
El Cuplet Català (segona sèrie), és una segona vintena de cuplets publicats per La Novel·la Teatral Catalana l'any 1920

Als Països Catalans es van estendre, entre d'altres, a principis del S. XX, les interpretacions de Raquel Meller de cuplets en castellà, entre els quals es poden destacar El relicario i La violetera, totes dues de José Padilla. Des del 1920 fou divulgat el cuplet en català gràcies a les versions de Pilar Alonso. Cantaven també en català Mercè Seròs i Lola Duran. Obtingueren popularitat, entre altres cuplets, La Marieta de l'ull viu, Els focs artificials, I és el tramvia, La Font del Gat, Els Tres Tombs, La Porta Ferrissa, Les caramelles, La Paula, Els tramvies d'en Foronda, Remena, Elàstics blaus. Després de l'any 1925 el gènere minvà amb una excepció, la de Concha Piquer, que cantava en castellà els temes de Rafael de León i del mestre Quiroga. Cap a l'any 1970 hi hagué una actualització del gènere amb les actuacions públiques i els enregistraments discogràfics de Núria Feliu i de Guillermina Motta. Prèviament hi havia hagut les pel·lícules City Lights (‘Llums de ciutat’, 1931), de Charles Chaplin, i El último cuplé (1957), de Juan de Orduña, interpretada per Sara Montiel.

## Filmografia
- El último cuplé, de Juan Orduña, 1957, con Sara Montiel
- La Violetera, de Luis César Amadori, 1958, con Sara Montiel
- Aquellos tiempos del cuplé, de Mateo Cano y José Luis Merino, 1958, con Lilián de Celis
- Del cuplé al tango, de Julio Saraceni, 1958, con Virginia Luque
- Miss Cuplé, de Pedro Lazaga, 1959, con Mary Santpere
- Y después del cuplé, de Ernesto Arancibia, 1959, con Marujita Díaz
- La Reina del Chantecler, de Rafael Gil, 1962, con Sara Montiel
- La Coquito, de Pedro Masó, 1977, con Iliana Ross
- ¡Pum!, de José Estrada, 1981, con Olga Ramos